# Segno di spunta

Un tipico esempio di segno di spunta, inserito all'interno di una casella.

Un segno di spunta è un carattere (V, ✓, ✔, ecc.) usato per indicare il concetto "sì", ad esempio "sì, questo punto è stato controllato" o "sì, sono d'accordo".
È l'opposto della croce (X, ✗, ✘, ×, ecc.), anche se la croce può essere a sua volta segno di assenso (ad esempio nel caso di una lista a scelta multipla).

## Storia
Un lettore di The Guardian scrivendo in Notes and Queries nella pagina sul segno di spunta suggerisce che abbia origine nell'Antica Roma: quando veniva controllata una qualsiasi lista di controllo venivano marcati con una V, iniziale della parola latina veritas ("verità") gli elementi già controllati. Comunque il lettore non fornisce prove a sostegno di questa ipotesi.
Un'altra ipotesi suggerisce l'origine dall'uso della penna stilografica. Una penna stilografica (con un proprio “serbatoio” di inchiostro non quindi un pennino o una penna d'oca) non fa scorrere l'inchiostro senza che vi sia uno stimolo iniziale. Il braccio discendente corto del segno di spunta era quindi dovuto alla necessità di far scorrere l'inchiostro il quale era poi disponibile per il tratto ascendente lungo. Come verbo "spuntare" può essere usato nel senso di inserire questo simbolo. In Italia, Stati Uniti e Germania, è molto comune che la casella venga segnata con una croce (☒); mentre in altri paesi europei è più comune che nella casella venga segnato un segno a forma di v.

## Nel mondo
Negli Stati Uniti d'America ed in alcuni paesi europei (ad esempio Finlandia e Svezia), il segno di spunta può essere usato per indicare "no" anziché "sì". In Giappone e Corea, un cerchio  (丸印?, marujirushi) viene usato al posto della spunta per indicare assenso: ad esempio, nei giochi destinati al mercato giapponese della console PlayStation, per confermare una scelta nei menu occorreva premere il tasto col cerchio, per cancellarla occorreva premere il tasto con la croce.

## Nella codifica Unicode
Unicode fornisce vari simboli correlati, inclusi:
| Simbolo | Codifica Unicode (Hex) | Nome                                                |
| ------- | ---------------------- | --------------------------------------------------- |
| ✓       | U+2713                 | CHECK MARK (segno di spunta)                        |
| ✔       | U+2714                 | HEAVY CHECK MARK (segno di spunta grassetto)        |
| ✗       | U+2717                 | BALLOT X (croce)                                    |
| ✘       | U+2718                 | HEAVY BALLOT X (croce grassetto)                    |
| ☐       | U+2610                 | BALLOT BOX (casella)                                |
| ☑       | U+2611                 | BALLOT BOX WITH CHECK (casella con segno di spunta) |
| ☒       | U+2612                 | BALLOT BOX WITH X (casella con croce)               |

## Curiosità
Un segno di spunta con i colori dell'arcobaleno fu usato per il logo dell'Amiga durante l'era Commodore dell'Amiga (1985-1994).